# Sveagruva
Sveagruva (nor. Szwedzka kopalnia, znana również jako Svea) – była osada górnicza w Norwegii na wyspie Spitsbergen w archipelagu Svalbard. Założona w 1917 roku przez szwedzką firmę Aktiebolaget Spetsbergens Svenska Kolfält. Od roku 1934 własność norweskiej firmy wydobywczej Store Norske Spitsbergen Kullkompani (SNSK). Wydobycie wstrzymano w roku 2016. 4 marca 2020 roku kopalnię zamknięto, gdy wciąż było w niej dostępne około 10 milionów ton węgla. We wrześniu 2023 roku teren kopalni Sveagruva przywrócono naturze. 

## Kopalnia w masywie Lunckefjell
W 2011 roku norweska firma wydobywcza Store Norske Spitsbergen Kullkompani rozpoczęła budowę kopalni węgla kamiennego w masywie góry Lunckefjell. Jej otwarcie miało miejsce w 2014 roku i zbiegło się w czasie z kryzysem sektora węglowego na całym świecie. Z tego powodu kopalnia nigdy nie osiągnęła założonej wydajności produkcyjnej – od chwili otwarcia była jedynie utrzymywana w gotowości do rozpoczęcia pełnowymiarowego wydobycia.
12 października 2017 roku norweski rząd odmówił rozpoczęcia wydobycia z kopalni Lunckefjell. Oznaczało to w praktyce decyzję o zamknięciu kopalni, ponieważ bez wsparcia rządu Norwegii operacje wydobywcze stały się nieopłacalne. Wkrótce potem rząd Norwegii ogłosił plan budżetu na rok 2018, w którym uwzględniono koszty zamknięcia kopalni i usunięcia jej śladów. Decyzję motywowano brakiem perspektyw rozwoju dla branży węglowej oraz troską o środowisko archipelagu. 

## Zamknięcie kopalni i usunięcie śladów osady
20 grudnia 2018 roku SNSK podpisało umowę z firmą Hæhre Entreprenør, której zlecono usunięcie śladów kopalni w masywie Lunckefjell oraz osady Sveagruva w dwóch oddzielnych fazach, o łącznej wartości 2,5 mld koron norweskich.
Do 18 lutego 2019 roku usunięto sprzęt wydobywczy ze sztolni, po czym usunięto budowle oraz drogę przez lodowiec Marthabreen. 11 września 2019 roku Gubernator Svalbardu dokonał inspekcji terenu przywróconego naturze, co zakończyło fazę pierwszą.
Faza druga polegała na zlikwidowaniu śladów osady Sveagruva i przywrócenie jej naturze, z wyjątkiem trzech budynków o walorze zabytkowym. Całkowite zamknięcie osady nastąpiło 4 marca 2020 roku. W ciągu następnych trzech lat usunięto 60 budynków oraz zlikwidowano drogi dojazdowe, lotnisko polowe i infrastrukturę nadbrzeżną. Faza druga została zakończona 13 września 2023 roku.
Łącznie koszt projektu wyniósł 1,6 mld koron norweskich, o 900 mln mniej niż początkowo zakładano.

## Sveagruva dzisiaj
Na terenie byłej osady górniczej znajdują się obecnie trzy budynki zabytkowe: Saloonen, Vinboden, Hundegården. Pierwsze dwa wynajmowane są przez Centrum uniwersyteckie na Svalbardzie (UNIS) w celach naukowych i badawczych.
W zabytkowej kopalni Gruve 3 w Longyearbyen dostępny jest z kolei dla turystów trójwymiarowy model osady górniczej Sveagruva, wykonany z 170 tys. zdjęć i 6 tys. skanów.